# Testudinalia testudinalis
Testudinalia testudinalis is een slakkensoort uit de familie van de Lottiidae. De wetenschappelijke naam van de soort werd in 1776 voor het eerst geldig gepubliceerd door Otto Friedrich Müller.